# Grijzemonnikenklooster
Grijzemonnikenklooster of Grijzemonniken is een wierde en voormalig gehucht ten westen van Baamsum en ten noordoosten van Lesterhuis (tussen Woldendorp en Termunten) in de gemeente Eemsdelta in de Nederlandse provincie Groningen. Er staat een boerderij; Grijze Monnikenklooster. De boerderij ligt aan een meander van de Oude Ae, een restant van de Munte. Langs de boerderij loopt de Kloosterlaan.

## Cisterciënzer monnikenklooster
Op de wierde werd in 1299 het Cisterciënzer monnikenklooster Menterne hersticht, omdat het klooster Menterwolde bij Nieuwolda niet veilig genoeg meer lag. Volgens diverse 18e- en 19e-eeuwse bronnen werd het klooster ook wel Trium Montium (Drie Bergen of Drie Heuvelen) genoemd. Ook werd het klooster, omdat het gewijd was aan Benedictus, ook wel St. Benedictusklooster (Sanctus Benedictus in Menterna) genoemd. Ten slotte werd het ook wel Grijzemonnikenklooster genoemd, naar de grijze kleur van de kappen die de Cisterciënzer monniken droegen. Het klooster was een dochter van het klooster van Aduard.
Op het kloosterterrein, dat binnen de grachten ongeveer 3 hectare omvatte, bevonden zich onder andere een korenmolen, een smederij en een achtkantig waterreservoir, terwijl zich buiten de wallen vermoedelijk een tichelwerk bevond. De abt had vermoedelijk tevens de leiding van het Termunterzijlvest. Het klooster bezat onder andere voorwerken  in Muntendam (Kolde Monnicken), Midwolda (Nijenhuis) en Rysum (Krummhörn) (Rode Voorwerk), waarschijnlijk ook in Nieuwolda (De Olde Stoeve), verder veenderijen in de Dollard (Munnikeveen) en in de omgeving van Muntendam. Het voorwerk in het naburige Lesterhuis was volgens overleveringen eveneens verbonden met het klooster, maar bevond zich in de 16e eeuw (en vermoedelijk ook eerder) in handen van het klooster te Heiligerlee. Het Grijzemonnikenklooster bezat parochierechten te Wagenborgen en Zwaag, waarvan de dorpskerk in 1419 werd geïncorporeerd. In Groningen bezat het klooster een refugium op de hoek ('de Horne') van het Martinikerkhof met de Sint-Jansstraat (St. Johannesstrate), daarnaast een refugium te Appingedam. Het grondbezit was uitgestrekt. Nog in 1555 haden de kloosterlingen 150 hectare in gebruik, terwijl het Grijzemonniken- en het Grijzevrouwenklooster samen alleen al in het Wold-Oldambt zo'n 900 hectare verpachtten. Voor het ontstaan van de Dollard in de 15e eeuw was dat nog veel meer.
In 1407 was Boyng of Boingus (ook Boynghus) abt van het klooster. Hij overzag het herstel van de tucht in de kloosters in Groningen en Friesland. In 1506 werd in het klooster vergaderd over de vraag of de stad Groningen Edzard I van Oost-Friesland als heer zou moeten aannemen. Ter nagedachtenis hieraan werd later een penning geslagen.
Het klooster werd in 1569 in brand gestoken en geplunderd door watergeuzen, waarop de weerloze monniken samen met de laatste abt Arnoldus Kenninck uitweken naar Aduard. In 1577 ging het klooster bestuurlijk samen met dat van Aduard; de goederen bleven behoren tot een afzonderlijk fonds. In 1578 werd het Grijzemonnikenklooster afgebroken.
Op de plek van het klooster werden vervolgens twee boerderijen gebouwd. Eind 19e eeuw werden beide boerderijen samengevoegd tot een nieuwe boerderij. De vijver die bij de boerderijen lag werd toen ook gedempt. Delen van de funderingsmuur van het klooster werden in 1997 aangetroffen bij een archeologisch proefonderzoek.
Groningen: Steden en dorpen      Nederland: Provincies · Gemeenten